# ماریانا هاروتیونیان
ماریانا هاروتیونی هاروتیونیان (ارمنی: Մարիաննա Հարությունի Հարությունյան؛  زادهٔ ۱۲ دسامبر ۱۹۲۳ - درگذشته ۶ ژوئیهٔ ۲۰۱۲) خواننده اپرا، نوازنده پیانو، آموزگار موسیقی اهل ارمنستان بود. وی بین سال‌های - تا - میلادی فعالیت می‌کرد.

## زندگی‌نامه
وی در ۱۲ دسامبر ۱۹۲۳ در تفلیس به دنیا آمد و از کنسرواتوار دولتی کومیتاس ایروان (۱۹۴۸) فارغ‌التحصیل گشت. وی در کنسرواتوار دولتی کومیتاس ایروان و تالار آکادمی ملی اپرا و باله آلکساندر اسپنداریان فعالیت می‌کرد. همچنین برندهٔ جوایزی همچون هنرمند شایسته ارمنستان شوروی (۱۹۶۷) شده است. وی در ۶ ژوئیهٔ ۲۰۱۲ در سن ۸۸ سالگی در ایروان درگذشت.